# Pomatorhinus melanurus
Pomatorhinus melanurus е вид птица от семейство Timaliidae.

## Разпространение
Видът е разпространен в Шри Ланка.